# Corsarios de Umbar
En el universo imaginario de J. R. R. Tolkien, los corsarios de Umbar son un pueblo compuesto por hombres provenientes de la mezcla de distintas razas humanas que vivían en la ciudad puerto de Umbar en el Cercano Harad y que en la Guerra del Anillo constituyeron la fuerza marítima con la que Sauron pretendió tomar Minas Tirith, la ciudad capital del reino de Gondor, aunque terminaría siendo derrotada por el Ejército de los Muertos, al mando de Aragorn.

## Origen
El puerto de Umbar, originalmente fue construido y habitado por los Númenóreanos usándolo como base militar y económica, en la Segunda Edad del Sol. Fue creado como un puerto para que las embarcaciones Númenóreanas se repostaran y abastecieran en el transcurso de sus viajes. Pronto se convirtió en la fortaleza Númenóreana más importante en la Tierra Media.
Al caer el inmenso imperio númenóreano, a fines de la Segunda Edad, se mantuvo allí una importante población de hombres de Númenor, que muy pronto habría de enfrentarse a los reinos de Gondor y de Arnor, puesto que la mayoría de los pobladores pertenecían a la facción interna de los númenóreanos conocidos como "Los Hombres Del Rey" en las luchas Civiles que se dieron en la Isla. Estos fueron conocidos por los historiadores de Gondor como los númenóreanos negros.
La Historia de luchas entre los gondoreanos y los habitantes de Umbar fue larga y se sucedió durante toda la Tercera Edad. Pero no fue hasta La Lucha entre Parientes (1432-1448 T. E.), en la que los habitantes del Puerto fueron conocidos como los corsarios de Umbar. Puesto que la facción derrotada en esa guerra civil de Gondor se exilió en Umbar, con gran parte de la flota de gondoriana y desde allí ofreció resistencia a los intentos del Reino del Sur de recuperar para sus dominios esas Tierras. Pronto los descendientes de Castamir hicieron fácilmente una alianza con los reinos limítrofes del Harad que hasta entonces habían sido tributarios de Gondor, convenciéndolos de unirse a la rebelión y de a apoyar su bando.
Fue en el poderío marítimo en el que los descendientes dúnedain del derrotado rey Castamir basaron su fortaleza y emprendieron, desde la Ciudad Puerto, una larga lucha que puso en jaque en muchas oportunidades a Gondor. Esta enemistad habría de finalizar cuando el rey Elessar anexara ese territorio en la Cuarta Edad del Sol.

## Historia de las luchas contra Gondor
En 1551 T. E., es decir casi cien años después de la ocupación de Umbar, el rey Hyarmendacil II logra derrotar a Los Corsarios y sus Aliados, deteniendo, por casi 80 años, el flagelo de estos sobre los territorios meridionales del Reino del Sur
Pero en 1643 T. E. los bisnietos de Castamir, Angoamaitë y Sangahyando, realizaron un sorpresivo ataque sobre Pelargir mataron al rey Minardil, asolaron todo el sur de Gondor, y se retiraron con grandes botines. Iniciando una metodología de lucha que les iba a dar grandes resultados. "(...)Así los descendientes de Castamir "se mantuvieron mucho tiempo en Umbar como un reino independiente hostil a Gondor que atacaba sus barcos y asaltaba sus costas siempre que tenían oportunidad..." (ESDLA. Apéndice A)
Recién en 1810 T. E. El rey de Gondor, Telumehtar, tomó Umbar por asalto expulsando a los Corsarios y matando a los últimos descendientes de Castamir. Pero en 1944 T. E. una alianza forjada por Sauron entre hombres del Este y del Sur atacó Gondor y si bien fueron derrotados por Eärnil (quien ocupó el trono de Gondor después de la Batalla del Campamento) Los Haradrim Tomaron Umbar restablecieron el poderío de la Ciudad Puerto y volvieron a asolar al norte, bajo la metodología de acciones corsarias, pero a un nivel inferior que sus antecesores. La paz duradera nunca se consiguió otra vez en todo el resto de la Tercera Edad.
En 2758, ya en época de Senescales los Corsarios de Umbar lanzaron un masivo ataque contra Gondor a través de tres grandes flotas y aliados con los Hombres del Este. Una de ellas llegó hasta la desembocadura del Isen y apoyó al dunlendino Wulf, con tropas para tomar el trono de Rohan. Esta Acción terminó con la dinastía de Helm Manomartillo. El Senescal Beren no pudo enviar ayuda a los Rohirrim porque estaba ocupado defendiéndose del ataque por el este y por el sur.
en 2980 T. E. El poderío de los Corsarios de Umbar se vio fuertemente reducido cuando un misterioso hombre de la corte del Senescal Ecthelion II conocido con el nombre de Thorongil "(...)reunió una pequeña flota y se dirigió inesperadamente a Umbar por la noche y allí incendió gran parte de los barcos de los Corsarios. Él mismo venció al Capitán del Puerto en batalla sobre los muelles y retiró luego su flota con muy escasas pérdidas..." (ESDLA. Apéndice A)
Tan fuerte fue la pérdida de poder de los Corsarios de Umbar luego de esa acción, que Sauron sólo pudo contar con una pequeña flota de 50 barcos grandes para que participara en la Batalla de los Campos del Pelennor. Pero los Corsarios nunca llegaron a ese lugar porque fueron atacados por Aragorn y la Compañía Gris, acompañados del Ejército de los Muertos, en Pelargir y derrotados completamente, más aún el mismo Trancos utilizó los navíos corsarios para acudir en ayuda del Oeste en esa Batalla.
Tras la derrota de Sauron Umbar se rindió ante el rey Elessar, quien reclamó y obtuvo obediencia y sometimiento de los corsarios de Umbar; terminando por anexar a todos los territorios del Cercano Harad, al Reino Unificado de Arnor y Gondor.